# ستورم قسطنطين
ستورم قسطنطين (بالإنجليزية: Storm Constantine)‏ (12 أكتوبر 1956 في المملكة المتحدة)؛ كاتِبة وروائية بريطانية.

## روابط خارجية
- ستورم قسطنطين على موقع IMDb (الإنجليزية)